# 선만척식주식회사
선만척식주식회사(鮮滿拓殖株式會社)는 1936년(쇼와 11년)에 설립된 조선 총독 관할의 특수 회사이다.

## 역사
선만척식주식회사의 자본금은 2000만엔으로 조선 내에서 남부의 인구를 서북부로 이주시키고, 조선인 노동자의 만주 이주를 장려하고 통제하는 기관이었다. 조선 서북부에서의 이주지의 취득·경영·처분과 자금 대출 및 조선인의 만주 이민을 위해 필요한 척식 사업을 영위하는 회사의 주식 인수 및 사업 자금 대출 등이 영업 항목이었다.
조선인의 만주 이주의 실행 기관으로서 만주국 신징(新京)에 본사가 위치한 만선척식고분유한공사(滿鮮拓殖股份有限公司)라는 자회사가 설립되어 매년 1만호, 15년 간 15만호의 이식이 계획되었다.